# 哈里·柏堅斯 (足球領隊)
哈里·柏堅斯（英語：Harry Parkes）在1920至1930年代期間擔任多支足球隊的領隊，包括車士打菲特（1922-1927年）、林肯城（1927-1936年）、曼斯菲爾德城（1936-1938年）及諾士郡（1938-1939年）。